# Lebeda lesklá

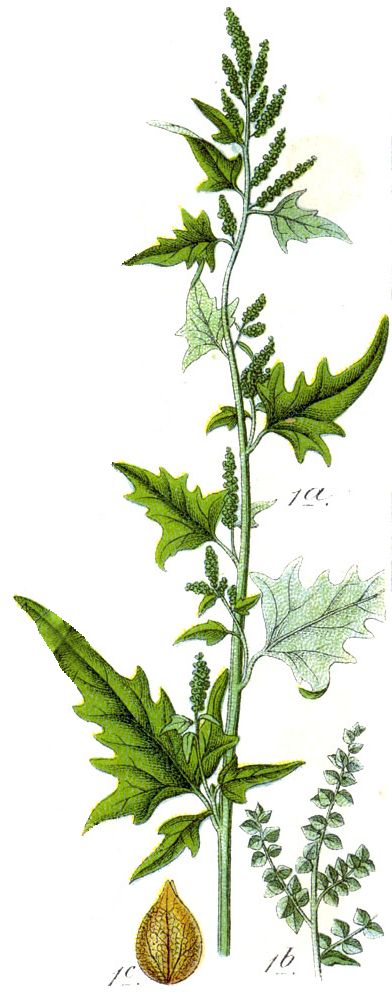
Nákres lebedy lesklé

Lebeda lesklá (Atriplex sagittata) je statná, jednoletá bylina, druh z rodu lebeda. Je považována za archeofyt, který byl do české přírody rozšířen neúmyslně a za příznivých podmínek se chová jako invazní druh.
Druh se vyskytuje hlavně v jižní a střední Evropě, v západní i střední Asii a na jihozápadě Sibiře až po Altaj. Zavlečen byl na jih Afriky. V České republice i v okolních zemích je poměrně hojný, nejvíce se vyskytuje v teplejších oblastech.

## Ekologie
Lebeda lesklá se nejčastěji vyskytuje na navážkách hlinitých až hlinitojílovitých půd, řidčeji na popelových, škvárových nebo smíšených půdách kde je dostatek dostupných živin. Vyhovují ji nezapojené půdy okolo cest, stará hnojiště, komposty, blízkost silážních jam, skládky, staveniště a nejbližší okolí lidských sídel. Je světlomilný druh a nedokáže se jako mladá rostlina uplatnit v hustém porostu.
Je odolná proti vysychání půdy v letních měsících, naopak trvale zamokřená stanoviště nesnáší. Většinou roste na teplém, dobře osluněném stanovišti. Toleruje zvýšený obsah soli v půdě, NaCl nebo KCl, to ji umožňuje růst i podél komunikací.

## Popis

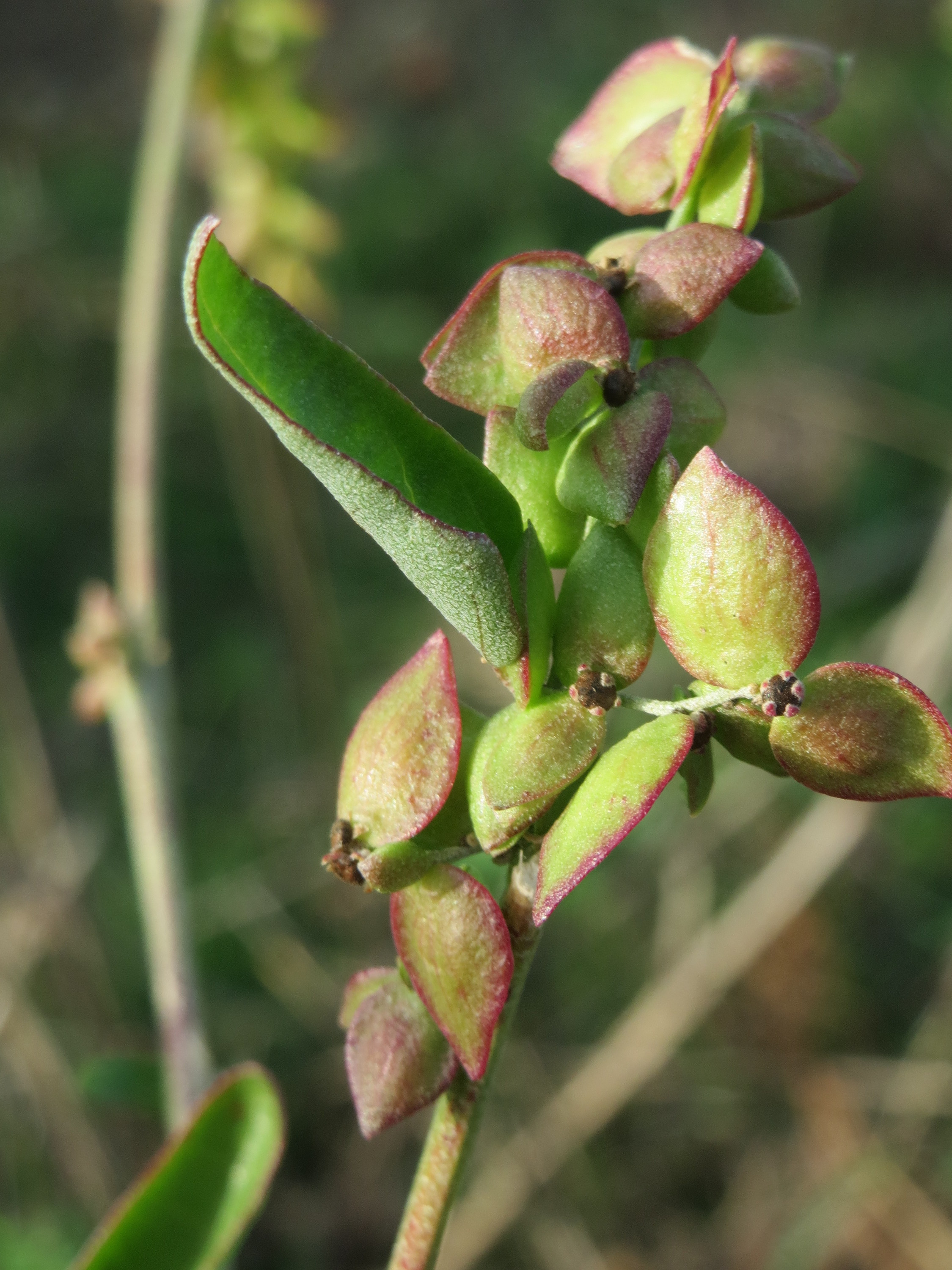
Krovky se zrajícími semeny

Jednoletá rostlina se vzpřímenou, rozvětvenou lodyhou vysokou až 2 m, která vyrůstá ze silného, větveného kůlovitého kořene vnikajícího hluboko do spodních vrstev půdy. Pomoučená, na průřezu okrouhlá lodyha je porostlá velkými střídavými listy, které jsou dlouhé 6 až 14 cm a široké 3 až 10 cm a směrem vzhůru se zmenšují, na rubu jsou pomoučené a na líci tmavozelené a lesklé. Listy s dlouhými řapíky mají ve spodní části lodyhy čepele široce trojúhelníkovité, na bázi klínovité a po obvodě nepravidelně zubaté, v horní části lodyhy pak úzce kopinaté a méně zubaté.
Jednopohlavné květy vytvářejí husté, konečné klasy za plodů svěšené. Samčí květy mají pětičetná okvětí a pět tyčinek s intorsními prašníky. Samičí květy mohou mít čtyř- či pětičetná okvětí a jsou bez krovek, nebo jsou bez okvětí a vznikající plody jsou chráněny dvěma žlutozelenými, vejčitými, od sebe oddělenými krovkami. Okvětí jsou zelené barvy. Květy rozkvétají hlavně od července do září, opylovány jsou hmyzem, větrem nebo autogamně.
Plody bývají dvojího typu. Samičí květy s okvětím produkují nažky černé, lesklé, čočkovité a velké asi 2 mm. Květy bez okvětí mají nažky hnědé, zploštělé, asi 4 mm velké a uzavřené v krovkách, ty se při dozrávání zbarvují růžově až hnědě. Nažky se do okolí rozšiřují větrem nebo jsou zplavovány vodou, na čistá pole bývají zavlékány statkovými hnojivy. Ploidie druhu je 2n = 18.

## Rozmnožování
Lebeda lesklá se rozšiřuje pouze semeny (nažkami), kterých na vzrůstné rostlině dozrává i několik tisíců. Semena mají nestejnou dormanci, hnědé klíči brzy po vysemenění, černé až po přezimování a podržují si klíčivost po mnoho let, nejlépe vzcházejí z hloubky do 2 cm. Hromadně se semenáčky objevují časně na jaře, jejich zprvu pomalý růst se výrazně zrychlí při vyšších teplotách. První podzimní mrazíky ukončí její vegetační sezonu.

## Význam
Je v ČR pokládána za nejrozšířenější plevelný druh z rodu lebeda, na obdělávaných pozemcích bývá hojná v sadech i na chmelnicích a hlavně zapleveluje všechny širokořádkové plodiny (okopaniny a zeleniny). Její listy slouží jako živné rostliny pro housenky některých motýlů, např. pro můru jetelovou (Anarta trifolii ) a na území ČR ohroženou makadlovku (Scrobipalpa nitentella).
Mladé listy jsou jedlé, chutí se podobají zelenému hrášku a lze je používat na saláty nebo do polévek. V lidovém léčitelství se používala nať při záchvatech dny a proti střevním parazitům. Bylina obsahuje hlavně saponiny, bílkoviny, vápník, hořčík, fosfor a železo.